# Serov (città)
Serov è una città della Russia, situata sul pedemonte orientale degli Urali, sul fiume Kakva (tributario della Sos'va), 338 km a nord del capoluogo Ekaterinburg; fa parte dell'Oblast' di Sverdlovsk ed è capoluogo del distretto omonimo.

## Storia
L'insediamento venne fondato nel 1894 ed ottenne nel 1926 lo status di città. Ha cambiato più volte denominazione, chiamandosi fino al 1934 Nadeždinsk (in russo Надежинск?), fino al 1937 Kabakovsk (Кабаковск) e poi di nuovo Nadeždinsk fino al 1939, quando ricevette il nome attuale in onore dell'Eroe dell'Unione Sovietica Anatolij Konstantinovič Serov.

## Economia
Serov è un centro industriale di una certa rilevanza, specializzato nel campo della siderurgia, con due grossi impianti localizzati in città; una certa importanza ha anche l'industria estrattiva.

## Società

### Evoluzione demografica
Fonte: mojgorod.ru
- 1926: 33.400
- 1939: 65.000
- 1959: 98.000
- 1979: 101.500
- 1989: 104.200
- 2007: 98.500